# Heinz Scheible
Heinz Scheible (* 4. August 1931 in Pforzheim) ist ein deutscher Theologe und Philologe. Er gründete 1963 die Melanchthon-Forschungsstelle in Heidelberg, die er bis zu seinem Ruhestand 1997 leitete. Er hat weit über 500 Beiträge zu Melanchthon veröffentlicht und wurde für seine Forschungsleistung 1994 mit der Ehrendoktorwürde der Universität Mainz und 1997 mit dem Melanchthonpreis der Stadt Bretten ausgezeichnet.

## Leben
Er studierte ab 1951 evangelische Theologie und klassische Philologie in Heidelberg, sein wissenschaftlich-theologisches Examen absolvierte er 1956 bei der badischen Landeskirche in Karlsruhe. 1958 wurde er Assistent und Lehrbeauftragter an der Universität Heidelberg, wo er 1960 bei Heinrich Bornkamm zum Dr. theol. promoviert wurde. 1961 erhielt er ein Forschungsstipendium der badischen Landeskirche. 1963 gründete er die Melanchthon-Forschungsstelle Heidelberg, die 1965 in die Obhut der Heidelberger Akademie der Wissenschaften kam. Scheible war Herausgeber der kritisch kommentierten Gesamtausgabe von Melanchthons etwa 10.000 Stücke umfassender Korrespondenz und hat darüber hinaus weit über 500 Publikationen zu Melanchthon und seinem historischen Umfeld verfasst, darunter die als Standardwerk geltende Melanchthon-Biographie von 1997. Scheible betreute als Mitherausgeber außerdem das Archiv für Reformationsgeschichte. 1994 wurde er mit der Ehrendoktorwürde der Universität Mainz ausgezeichnet, 1997 beim Eintritt in den Ruhestand mit dem Melanchthonpreis der Stadt Bretten.